# Bhavikere, Tarikere
Bhavikere là một làng thuộc tehsil Tarikere, huyện Chikmagalur, bang Karnataka, Ấn Độ.